# Compagnie des chemins de fer du Maroc
La Compagnie des chemins de fer du Maroc (CFM) est une société anonyme française qui a été chargée de l'exploitation et de la construction des chemins de fer au Maroc durant la période du protectorat français.

## Histoire
Dès 1916, la France se considère comme dégagée de toute obligation découlant de l'accord de 1911 et commence à planifier la construction d'un vaste réseau de chemins de fer en voie normale au Maroc. Six lignes principales sont retenues, reprenant pour la plupart le tracé du réseau en voie de 60
Le réseau conçu par les services du protectorat est concédé le 21 août 1920 à la Compagnie des chemins de fer du Maroc. Il s'agit d'une société anonyme de droit français, au capital de 50 millions de francs. Parmi les principaux actionnaires, on retrouve la Compagnie générale du Maroc, la Compagnie marocaine, les compagnies ferroviaires du PLM et du PO.
Si la construction de quatre des lignes ne pose pas de problèmes, celle de Kénitra à Souq Larb'a al Gharb ne verra jamais le jour, quant à celle de Fès à Oujda, elle sera longtemps retardée par les opérations militaires autour de Taza. De même, des soucis d'urbanisme vont longtemps retarder la jonction des sections de Casablanca et de Rabat.
Détail des ouvertures à l'exploitation :
- Ligne de Casablanca à Marrakech et embranchement sur Safi :

| Date       | section                    | longueur  |
| 14/06/1925 | Casablanca-Sidi el Aïdi    | 58,0 km   |
| 14/06/1925 | Sidi el Aïdi-Settat        | 15,0 km   |
| 14/06/1925 | Settat-Mechra Ben Abbou    | 45,0 km.  |
| 7/11/1928  | Mechra Ben Abbou-Marrakech | 129,0 km. |
| 23/11/1932 | Benguérir-Youssoufia       | 59,0 km.  |
| 7/05/1936  | Youssoufia-Safi            | 83,0 km.  |

- Ligne de Casablaca à Sidi Kacem (Petitjean)

| Date       | Section            | Longueur |
| 21/04/1925 | Casablanca-Rabat   | 86,0 km. |
| 5/04/1923  | Rabat-Salé         | 11,0 km. |
| 5/04/1923  | Salé-Kénitra       | 32,0 km. |
| 5/04/1923  | Kénitra-Sidi Kacem | 85,0 km. |